# Großsteingrab Cismar
Das Großsteingrab Cismar ist eine megalithische Grabanlage der jungsteinzeitlichen Trichterbecherkultur bei Cismar, einem Ortsteil von Grömitz im Kreis Ostholstein in Schleswig-Holstein. Das Grab trägt die Sprockhoff-Nummer 285. Es wurde 1914 von Friedrich Knorr archäologisch untersucht.

## Lage
Das Grab befindet sich westlich von Cismar, am Nordwestrand des Waldstücks Fiekenhörn nahe der Gemeindegrenze zu Manhagen.

## Beschreibung
Die Anlage besitzt eine runde Hügelschüttung mit einem Durchmesser von 12 m. Eine steinerne Umfassung konnte nicht festgestellt werden. Bei der Grabkammer handelt es sich um einen kleinen, nordwest-südöstlich orientierten erweiterten Dolmen mit einer Länge von 2 m und einer Breite von 0,6 m. Nach Ernst Sprockhoff waren 1961 noch jeweils zwei Wandsteine an den Langseiten und je ein Abschlussstein an den Schmalseiten erhalten, die außer dem nordwestlichen Wandstein der nordöstlichen Langseite alle noch in situ standen. Der Deckstein fehlte bereits. Der südöstliche Abschlussstein nahm nur die Hälfte der Schmalseite ein und ließ somit an der Südwestecke einen Zugang zur Kammer frei. Die beiden Abschlusssteine scheinen mittlerweile verschwunden oder verlagert zu sein.

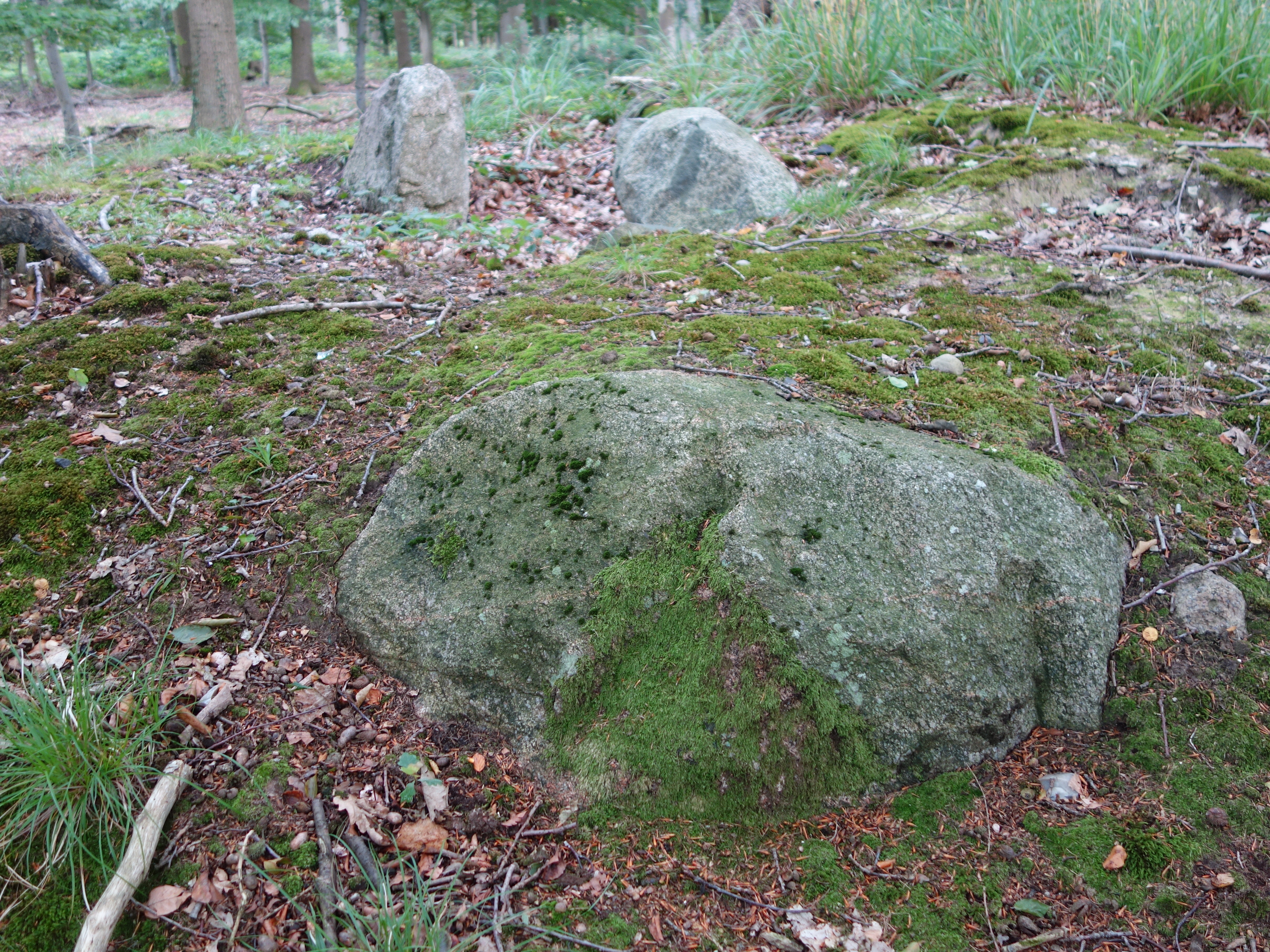
Detailansicht 1
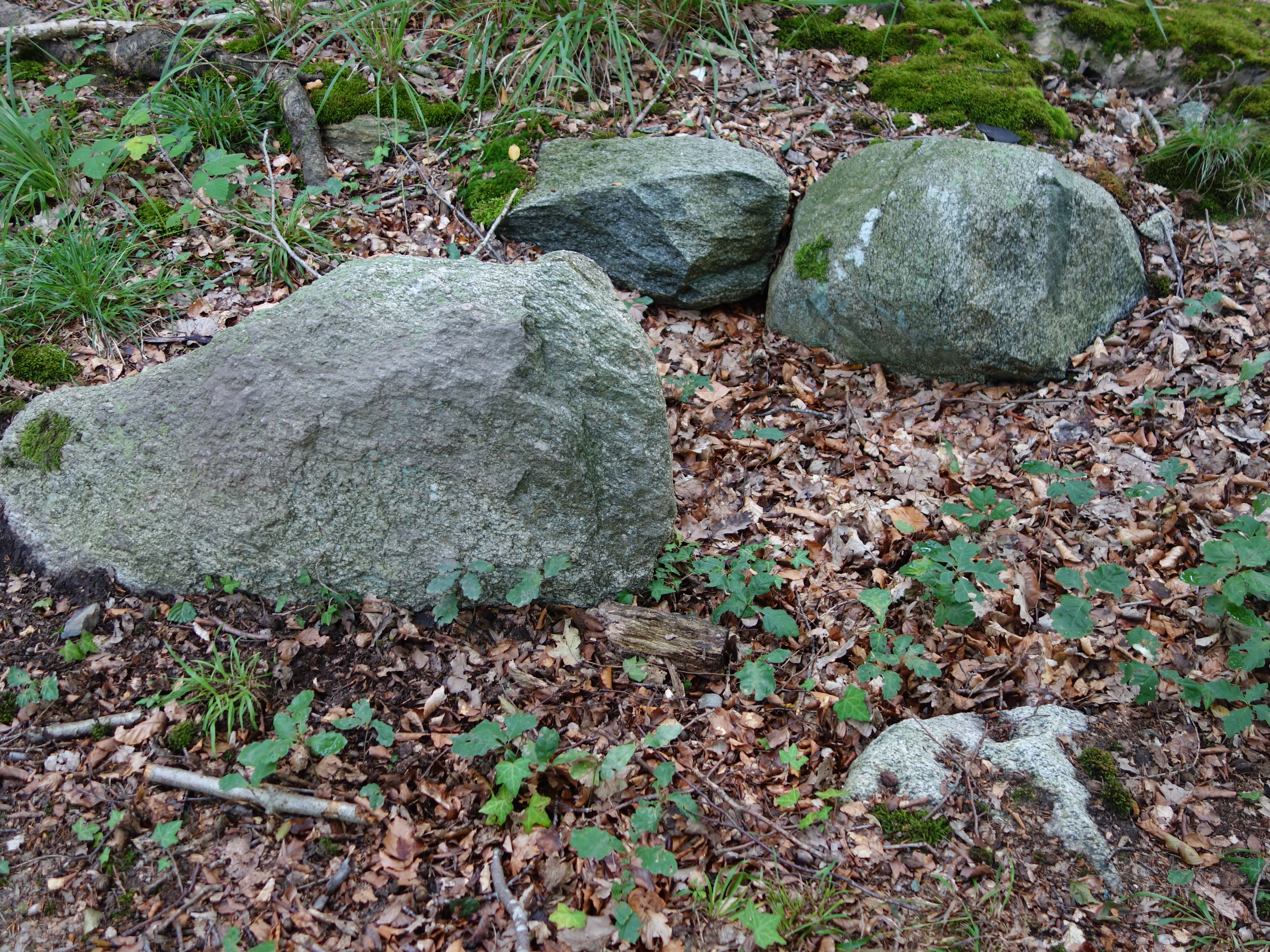
Detailansicht 2